# Menlo Park (Kalifornija)
Menlo Park je grad u američkoj saveznoj državi Kalifornija. Prema popisu stanovništva iz 2010. u njemu je živjelo 32.026 stanovnika.